# Ramsey County (Minnesota)
 For alternative betydninger, se Ramsey County. (Se også artikler, som begynder med Ramsey County)
Ramsey County er et county i den amerikanske delstat Minnesota. Countiet ligger i den østlige del af delstaten og grænser op til Anoka County i nord, Washington County i øst, Dakota County i syd og mod Hennepin County i vest.
Ramsey Countys totale areal er 441 km² hvoraf 37 km² er vand. I 2000 havde Countiet 511.035 indbyggere. Countiet administration ligger i byen St. Paul som også er countiet største og delstatens næststørste by. St. Paul er også delstatshovedstad i Minnesota.
Countiet blev grundlagt i 1849 og har fået sit navn efter guvernør Alexander Ramsey.
45°01′N 93°06′V / 45.02°N 93.1°V